# Hupehsuchia
De Hupehsuchia zijn een orde van uitgestorven diapside reptielen die nauw verwant zijn aan de ichthyosauriërs. De groep was van korte duur, met een tijdelijk bereik dat beperkt was tot het Laat-Olenekien, dat slechts een paar miljoen jaar van het Vroeg-Trias besloeg. De orde dankt zijn naam aan de provincie Hubei in China, waar veel exemplaren van zijn gevonden. Ze zijn waarschijnlijke leden van de clade Ichthyosauromorpha.

## Beschrijving
Hupehsuchiërs vertonen een ongebruikelijke combinatie van kenmerken. De algemene vorm van het lichaam is spoelvormig, met een lange staart en grote, peddelachtige ledematen. De schedel is langwerpig en de kaken zijn tandeloos. Het rostrum is afgeplat aan de premaxilla waarvan wordt aangenomen dat deze het grootste deel van het dorsale en laterale oppervlak vormt, terwijl de maxilla grotendeels beperkt is tot het ventrale oppervlak voorbij de basis van het rostrum. Een opening tussen de neus- en prefrontale botten bij een hupehsuchide exemplaar (bekend als IVPP V3232) werd aanvankelijk geïnterpreteerd als een fenestra antorbitalis, maar wordt nu beschouwd als een artefact veroorzaakt door de beschadiging van de omliggende botten tijdens conservering. De positie is ook niet indicatief voor een neusgat. Het is waarschijnlijker dat het neusgat tussen de neus en de bovenkaak ligt in een gebied vóór de veronderstelde fenestra antorbitalis, hoewel de preservering van dit gebied bij bekende exemplaren te slecht is om definitief te bewijzen dat het het neusgat is en geen artefact van fossilisatie, zoals het geval is voor de fenestra.
De nek is relatief langwerpig en de halsribben zijn kort. Een ongewoon kenmerk van de doornuitsteeksels van het rompgebied, van de elfde wervel tot de eerste staartwervel, is dat elk door een beennaad in twee verschillende eenheden is verdeeld. De ene is proximinaal van de rest van de wervel en de andere is distaal ervan. Enige anteroposterieure verplaatsing van deze twee eenheden vindt plaats langs de wervelkolom, wat suggereert dat ze niet met elkaar vergroeid zijn. In wervels acht tot veertien zijn de distale uiteinden van de distale delen van de doornuitsteeksels naar achteren verbreed. Een extra verbreding naar voren van de wervelboog wordt gezien in alle wervels na de veertiende. Deze verbrede distale gebieden vertonen enige versiering en zijn mogelijk doorgedrongen in de dermis. Een ander ongebruikelijk kenmerk van hupehsuchiërs is de aanwezigheid van dermale platen over de doornuitsteeksels van de ongeveer vierendertig presacrale wervels. Een klein huidbot ligt over elke ruimte tussen de achterste verbreding van een distale wervelboog en de voorste verbreding van degene erachter. Boven deze dermale botten liggen nog grotere dermale platen die direct over even genummerde doornuitsteeksels liggen.
Gastralia zijn aanwezig bij sommige exemplaren die een soort ventrale bepantsering vormen van de borstvin tot de bekkengordel. De mediale rij bestaat uit grote, overlappende, V-vormige elementen en de laterale rijen bestaan uit kleinere, cilindrische, ver uit elkaar geplaatste botten.

## Geslachten
Er zijn slechts vijf benoemde geslachten van hupehsuchiërs bekend. Ze komen allemaal uit de Jialingjiang-formatie in de provincie Hubei, China. Geologen dateerden de Jialingjiang-formatie oorspronkelijk in het Anisien van het Midden-Trias, maar nu wordt aangenomen dat het iets eerder dateert uit het Laat-Olenekien van het Vroeg-Trias. De eerste beschreven hupehsuchiër was Nanchangosaurus, benoemd in 1959. Een enkel skelet van Nanchangosaurus suni (de enige soort binnen het geslacht) is gevonden in de Daye-kalksteen in het Hsunjian-district van de provincie Hubei. Een ander geslacht, Hupehsuchus, werd in 1972 benoemd vanuit een vindplaats in de gemeente Xunjian in het district Nanzhang. Nanchangosaurus en Hupehsuchus verschillen niet veel, en leken waarschijnlijk behoorlijk op elkaar. Nanchangosaurus heeft een frontale dat deel uitmaakt van de orbitale marge en vrij lang is, meer vergelijkbaar met wat wordt gezien bij basale diapsiden. Bovendien missen de dorsale platen versieringen. Bij Hupehsuchus zijn de zygapophysen van het rompgebied meer gemodificeerd, terwijl die van Nanchangosaurus lijken op die van meer primitieve terrestrische reptielen. Over het algemeen was Nanchangosaurus kleiner in omvang dan Hupehsuchus, en hoewel verschillende kenmerken van het enkele representatieve exemplaar van het voormalige geslacht suggereren dat het tot een juveniel individu behoorde, zijn andere verschillen tussen de twee geslachten duidelijk niet ontogeen en weerleggen ze de mogelijkheid dat het enkele exemplaar van Nanchangosaurus een onvolwassen Hupehsuchus zou kunnen vertegenwoordigen. Verschillende conserveringswijzen kunnen ook worden beschouwd als bewijs voor verschillende lichaamsvormen in de twee geslachten. Het is belangrijk op te merken dat alle exemplaren van Hupehsuchus in zijaanzicht bewaard zijn gebleven, terwijl het enkele exemplaar van Nanchangosaurus in dorsaal zicht is bewaard (behalve de doornuitsteeksels, die waarschijnlijk te lang waren om op deze manier te worden bewaard). Hupehsuchus had mogelijk een meer zijdelings samengedrukt lichaam dan Nanchangosaurus, wat daardoor het behoud in zijaanzicht zou bevorderen. Een derde geslacht, Parahupehsuchus, werd in 2014 benoemd naar de Jialingjiang-formatie en verschilt van zowel Nanchangosaurus als Hupehsuchus doordat het een meer langwerpig lichaam heeft. Het heeft een reeks brede, afgeplatte ribben die tegen elkaar aanliggen en verbonden zijn met dicht opeengepakte gastralia aan de onderkant van het lichaam, waardoor een benige buis wordt gevormd die de romp omhult. Een vierde geslacht, Eohupehsuchus, werd ook beschreven in 2014 en had een kortere nek dan andere geslachten, met slechts zes halswervels.

### Naamloze geslachten
Eind 2003 werd een nieuw exemplaar van een hupehsuchiër, genaamd SSTM 5025, gevonden in hetzelfde gebied als Hupehsuchus en Eretmorhipis, kort vermeld in het tijdschrift Nature. Het valt vooral op door het vertonen van polydactylie, waarbij meer dan het gebruikelijke maximum van vijf vingers per ledemaat werd waargenomen, zoals bij de meeste geavanceerde tetrapoden. Polydactylie wordt ook gezien bij ichthyosauriërs. Bij ichthyosauriërs treedt deze toestand echter op als ofwel bilaterale polydactylie in het geval van ophthalmosauriden (extra vingers anterieur van vinger I en posterieur van vinger V) of interdigitale of postaxiale falangeale bifurcatie zoals bij niet-ophthalmosauriden. Preaxiale polydactylie komt voor bij SSTM 5025, waar extra tenen zich alleen anterieur ontwikkelen ten opzichte van ten opzichte van het eerste teentje. Deze toestand wordt gezien bij eerdere stamtetrapoden uit het Devoon, zoals Ichthyostega en Acanthostega. SSTM 5025 bezat zeven vingers op de voorpoten en zes op de achterpoten. De brede hand en voet van het exemplaar lijken op de ledemaatachtige vinnen van bestaande hengelaarsvissen. In 2019 werd SSTM 5025 beschreven als Nanchangosaurus.

## Taxonomie en fylogenetica
Hupehsuchia werd voor het eerst gedefinieerd als een onderorde van Thecodontia in 1972, toen eerst werd gedacht dat het een groep vroege archosauriërs was. Men dacht ook dat het verband hield met verschillende andere groepen reptielen uit het Trias, waarvan eerder werd aangenomen dat ze duidelijk verschillend waren. De aanwezigheid van het veronderstelde antorbitale fenestra dat hierboven is beschreven, werd gezien als bewijs voor het groeperen van hupesuchiërs binnen Archosauria, maar het antorbitale fenestra dat kenmerkend is voor archosauriërs wordt omgeven door de maxilla en het traanbeen, niet door de neus- en prefrontale botten. De dermale platen werden ook gezien als bewijs voor landbewonende archosaurische voorouders, en er werden vergelijkingen gemaakt met enkele vroege gepantserde vormen. Een latere studie in 1976 kon echter geen overeenkomsten vinden tussen de dermale platen van hupehsuchiërs en het pantser van vroege archosauriërs. De voorouders van hupehsuchiërs waren waarschijnlijk meer basale terrestrische diapsiden, zoals gesuggereerd door verschillende synapomorfieën die ze delen met zulke primitieve voorouders. In 1991 werd Hupehsuchia erkend als een aparte orde nadat dankzij betere methoden voor de preparatie van specimina nieuwe kenmerken konden worden onthuld die Hupehsuchia onderscheidden van alle andere diapside orden.
De veronderstelde positie van de neusgaten bij hupehsuchiden zoals hierboven uitgelegd, kan worden opgevat als bewijs voor mogelijke ichthyosaurische affiniteiten, aangezien het zich in hetzelfde algemene gebied bevindt als die van ichthyosauriërs. Hupehsuchiërs lijken qua uiterlijk op eerdere ichthyosauriërs met enigszins spoelvormige lichamen en lange, rechte, niet-sikkelvormige staarten. Andere kenmerken die worden gedeeld met ichthyosauriërs zijn onder meer een supraoccipitale vergelijkbaar met wat wordt gezien bij vroege vormen, een relatief lang antorbitaal gebied en een kort dwarsuitsteeksel voor de ribben. Er zijn echter veel meer verschillen tussen hupehsuchiërs en ichthyosauriërs. Bij hupehsuchiërs zijn de oppervlakken van de vertebrale centra die met elkaar articuleren kenmerkend vlak of aceleus, terwijl ze bij ichthyosauriërs merkbaar heteroceleus zijn (het is ook belangrijk op te merken dat de oppervlakken van centra in de mogelijke vroege diapside voorouders van hupehsuchiden amphiceleus waren). Er zijn echter enkele vroege ichthyosauriërs en verwanten van ichthyosauriërs, zoals Chaohusaurus en Utatsusaurus, die wervels bezitten die niet diep heterocoel zijn en meer lijken op die van hupehsuchiërs. In tegenstelling tot meer afgeleide ichthyosauriërs, zijn de centra van deze twee geslachten ongeveer even lang als hoog. Bij hupehsuchiërs, waar de wervelbogen de wervelkolom domineren, wordt de hoogte van de centra verkleind en is de hoogte / lengte-verhouding van de centra kleiner, wat betekent dat ze ook ongeveer even lang als hoog zijn. Dit kan erop wijzen dat hupehsuchiërs mogelijk zijn geëvolueerd uit een familielid van een ichthyosauriër. Er is ook gesuggereerd dat hupehsuchiërs verwant waren aan of leden waren van Sauropterygia. Inderdaad, Nanchangosaurus werd bij zijn eerste beschrijving geclassificeerd als een sauropterygide.
Veel van de kenmerken die worden gezien bij bekende hupehsuchische exemplaren die vergelijkbaar zijn met die van meer bekende diapsiden, hoeven niet noodzakelijkerwijs een bewijs te zijn van afkomst of verwantschap. De onderkaak en het rostrum van hupehsuchiërs zijn vergeleken met vele andere secundair aquatische tetrapoden zoals plesiosauriërs, walvissen en de vroege zeevogel Hesperornis, die allemaal onafhankelijk een vergelijkbare morfologie hebben ontwikkeld als reactie op de behoefte aan aanpassing aan een mariene omgeving.
Classificatie van Hupehsuchia blijft moeilijk omdat de meeste van de afgeleide kenmerken die in de clade worden getoond en die nuttig kunnen zijn bij fylogenetische analyses, ook aanwezig zijn in andere niet-verwante groepen secundair in het water levende reptielen, en het algehele verslag van diapsiden tijdens het Laat-Perm tot Vroeg-Trias is relatief slecht, waardoor het moeilijk is om nauw verwante of voorouderlijke taxa te vinden. Classificatie op een nog hoger niveau is moeilijk omdat veel van de plesiomorfieën die dergelijke groepen kenmerken, afwezig zijn bij de sterk afgeleide, aan de zee aangepaste hupehsuchiërs. Verschillende kenmerken suggereren bijvoorbeeld dat Hupehsuchia thuishoort binnen Neodiapsida, maar de meeste afgeleide kenmerken die de clade definiëren, zijn afwezig of moeilijk te onderscheiden bij Hupehsuchia, ook al bezaten hun voorouders deze kenmerken ooit. Drie afgeleide kenmerken van Neodiapsida zijn een verminderd aantal tanden op het pterygoïde, een afwezigheid van tanden op het parasphenoïde en het ontbreken van caniniforme maxillaire tanden, maar geen van deze is van toepassing op hupehsuchiërs omdat ze helemaal geen tanden hebben. Veel afgeleide kenmerken die neodiapsiden definiëren, hebben betrekking op de ledematen en gordels, maar deze kenmerken worden niet gezien bij zeereptielen omdat de ledematen en gordels te sterk gemodificeerd zijn. Veel kenmerken van de schedel zijn niet te zien bij hupehsuchiërs vanwege de slechte bewaring van de overblijfselen. Daarom blijft elke plaatsing van Hupehsuchia in Neodiapsida voorlopig totdat er meer exemplaren worden gevonden.
Vanwege het grote aantal afgeleide kenmerken bij hupehsuchiërs die het resultaat zijn van convergentie, produceren computationele fylogenetische analyses met behulp van computerprogramma's die zijn gebaseerd op de methode van maximale spaarzaamheid geen cladogrammen die nauwkeurig een verwantschap tussen hupehsuchiërs en andere diapsiden kunnen vaststellen. Dergelijke technieken kunnen echter worden gebruikt om onderlinge verwantschappen binnen Hupehsuchia te bestuderen. Een fylogenetische analyse uit 2014 vond een zustergroepverwantschap tussen Parahupehsuchus en IVPP V4070, met Hupehsuchus en Nanchangosaurus als achtereenvolgens meer basale taxa binnen Hupehsuchia. De auteurs van deze analyse kozen ervoor om de Hupehsuchus + (Parahupehsuchus + IVPP V4070) clade Hupehsuchidae te noemen, met uitzondering van Nanchangosaurus van de groep. In 2015 werd het taxon Eretmorhipis beschreven voor IVPP V4070 en WGSC V26020, en bleek nauw verwant te zijn aan Parahupehsuchus. Het cladogram van hun analyse wordt hieronder weergegeven:
|  | Cartorhynchus |
|  |               |
|  | Chaohusaurus  |
|  |               |

|  | Parahupehsuchus                                                             |
|  |                                                                             |
|  | \| \| Polydactylous hupehsuchian \| \| \| \| \| \| Eretmorhipis \| \| \| \| |
|  |                                                                             |
|  | Polydactylous hupehsuchian                                                  |
|  |                                                                             |
|  | Eretmorhipis                                                                |
|  |                                                                             |

|  | Polydactylous hupehsuchian |
|  |                            |
|  | Eretmorhipis               |
|  |                            |

|  | Parahupehsuchus                                                             |
|  |                                                                             |
|  | \| \| Polydactylous hupehsuchian \| \| \| \| \| \| Eretmorhipis \| \| \| \| |
|  |                                                                             |
|  | Polydactylous hupehsuchian                                                  |
|  |                                                                             |
|  | Eretmorhipis                                                                |
|  |                                                                             |

|  | Polydactylous hupehsuchian |
|  |                            |
|  | Eretmorhipis               |
|  |                            |

|  | Parahupehsuchus                                                             |
|  |                                                                             |
|  | \| \| Polydactylous hupehsuchian \| \| \| \| \| \| Eretmorhipis \| \| \| \| |
|  |                                                                             |
|  | Polydactylous hupehsuchian                                                  |
|  |                                                                             |
|  | Eretmorhipis                                                                |
|  |                                                                             |

|  | Polydactylous hupehsuchian |
|  |                            |
|  | Eretmorhipis               |
|  |                            |

|  | Parahupehsuchus                                                             |
|  |                                                                             |
|  | \| \| Polydactylous hupehsuchian \| \| \| \| \| \| Eretmorhipis \| \| \| \| |
|  |                                                                             |
|  | Polydactylous hupehsuchian                                                  |
|  |                                                                             |
|  | Eretmorhipis                                                                |
|  |                                                                             |

|  | Polydactylous hupehsuchian |
|  |                            |
|  | Eretmorhipis               |
|  |                            |

|  | Parahupehsuchus                                                             |
|  |                                                                             |
|  | \| \| Polydactylous hupehsuchian \| \| \| \| \| \| Eretmorhipis \| \| \| \| |
|  |                                                                             |
|  | Polydactylous hupehsuchian                                                  |
|  |                                                                             |
|  | Eretmorhipis                                                                |
|  |                                                                             |

|  | Polydactylous hupehsuchian |
|  |                            |
|  | Eretmorhipis               |
|  |                            |

|  | Parahupehsuchus                                                             |
|  |                                                                             |
|  | \| \| Polydactylous hupehsuchian \| \| \| \| \| \| Eretmorhipis \| \| \| \| |
|  |                                                                             |
|  | Polydactylous hupehsuchian                                                  |
|  |                                                                             |
|  | Eretmorhipis                                                                |
|  |                                                                             |

|  | Polydactylous hupehsuchian |
|  |                            |
|  | Eretmorhipis               |
|  |                            |

|  | Parahupehsuchus                                                             |
|  |                                                                             |
|  | \| \| Polydactylous hupehsuchian \| \| \| \| \| \| Eretmorhipis \| \| \| \| |
|  |                                                                             |
|  | Polydactylous hupehsuchian                                                  |
|  |                                                                             |
|  | Eretmorhipis                                                                |
|  |                                                                             |

|  | Polydactylous hupehsuchian |
|  |                            |
|  | Eretmorhipis               |
|  |                            |

|  | Parahupehsuchus                                                             |
|  |                                                                             |
|  | \| \| Polydactylous hupehsuchian \| \| \| \| \| \| Eretmorhipis \| \| \| \| |
|  |                                                                             |
|  | Polydactylous hupehsuchian                                                  |
|  |                                                                             |
|  | Eretmorhipis                                                                |
|  |                                                                             |

|  | Polydactylous hupehsuchian |
|  |                            |
|  | Eretmorhipis               |
|  |                            |

|  | Cartorhynchus |
|  |               |
|  | Chaohusaurus  |
|  |               |

|  | Parahupehsuchus                                                             |
|  |                                                                             |
|  | \| \| Polydactylous hupehsuchian \| \| \| \| \| \| Eretmorhipis \| \| \| \| |
|  |                                                                             |
|  | Polydactylous hupehsuchian                                                  |
|  |                                                                             |
|  | Eretmorhipis                                                                |
|  |                                                                             |

|  | Polydactylous hupehsuchian |
|  |                            |
|  | Eretmorhipis               |
|  |                            |

|  | Parahupehsuchus                                                             |
|  |                                                                             |
|  | \| \| Polydactylous hupehsuchian \| \| \| \| \| \| Eretmorhipis \| \| \| \| |
|  |                                                                             |
|  | Polydactylous hupehsuchian                                                  |
|  |                                                                             |
|  | Eretmorhipis                                                                |
|  |                                                                             |

|  | Polydactylous hupehsuchian |
|  |                            |
|  | Eretmorhipis               |
|  |                            |

|  | Parahupehsuchus                                                             |
|  |                                                                             |
|  | \| \| Polydactylous hupehsuchian \| \| \| \| \| \| Eretmorhipis \| \| \| \| |
|  |                                                                             |
|  | Polydactylous hupehsuchian                                                  |
|  |                                                                             |
|  | Eretmorhipis                                                                |
|  |                                                                             |

|  | Polydactylous hupehsuchian |
|  |                            |
|  | Eretmorhipis               |
|  |                            |

|  | Parahupehsuchus                                                             |
|  |                                                                             |
|  | \| \| Polydactylous hupehsuchian \| \| \| \| \| \| Eretmorhipis \| \| \| \| |
|  |                                                                             |
|  | Polydactylous hupehsuchian                                                  |
|  |                                                                             |
|  | Eretmorhipis                                                                |
|  |                                                                             |

|  | Polydactylous hupehsuchian |
|  |                            |
|  | Eretmorhipis               |
|  |                            |

|  | Parahupehsuchus                                                             |
|  |                                                                             |
|  | \| \| Polydactylous hupehsuchian \| \| \| \| \| \| Eretmorhipis \| \| \| \| |
|  |                                                                             |
|  | Polydactylous hupehsuchian                                                  |
|  |                                                                             |
|  | Eretmorhipis                                                                |
|  |                                                                             |

|  | Polydactylous hupehsuchian |
|  |                            |
|  | Eretmorhipis               |
|  |                            |

|  | Parahupehsuchus                                                             |
|  |                                                                             |
|  | \| \| Polydactylous hupehsuchian \| \| \| \| \| \| Eretmorhipis \| \| \| \| |
|  |                                                                             |
|  | Polydactylous hupehsuchian                                                  |
|  |                                                                             |
|  | Eretmorhipis                                                                |
|  |                                                                             |

|  | Polydactylous hupehsuchian |
|  |                            |
|  | Eretmorhipis               |
|  |                            |

|  | Parahupehsuchus                                                             |
|  |                                                                             |
|  | \| \| Polydactylous hupehsuchian \| \| \| \| \| \| Eretmorhipis \| \| \| \| |
|  |                                                                             |
|  | Polydactylous hupehsuchian                                                  |
|  |                                                                             |
|  | Eretmorhipis                                                                |
|  |                                                                             |

|  | Polydactylous hupehsuchian |
|  |                            |
|  | Eretmorhipis               |
|  |                            |

|  | Parahupehsuchus                                                             |
|  |                                                                             |
|  | \| \| Polydactylous hupehsuchian \| \| \| \| \| \| Eretmorhipis \| \| \| \| |
|  |                                                                             |
|  | Polydactylous hupehsuchian                                                  |
|  |                                                                             |
|  | Eretmorhipis                                                                |
|  |                                                                             |

|  | Polydactylous hupehsuchian |
|  |                            |
|  | Eretmorhipis               |
|  |                            |

|  | Cartorhynchus |
|  |               |
|  | Chaohusaurus  |
|  |               |

|  | Parahupehsuchus                                                             |
|  |                                                                             |
|  | \| \| Polydactylous hupehsuchian \| \| \| \| \| \| Eretmorhipis \| \| \| \| |
|  |                                                                             |
|  | Polydactylous hupehsuchian                                                  |
|  |                                                                             |
|  | Eretmorhipis                                                                |
|  |                                                                             |

|  | Polydactylous hupehsuchian |
|  |                            |
|  | Eretmorhipis               |
|  |                            |

|  | Parahupehsuchus                                                             |
|  |                                                                             |
|  | \| \| Polydactylous hupehsuchian \| \| \| \| \| \| Eretmorhipis \| \| \| \| |
|  |                                                                             |
|  | Polydactylous hupehsuchian                                                  |
|  |                                                                             |
|  | Eretmorhipis                                                                |
|  |                                                                             |

|  | Polydactylous hupehsuchian |
|  |                            |
|  | Eretmorhipis               |
|  |                            |

|  | Parahupehsuchus                                                             |
|  |                                                                             |
|  | \| \| Polydactylous hupehsuchian \| \| \| \| \| \| Eretmorhipis \| \| \| \| |
|  |                                                                             |
|  | Polydactylous hupehsuchian                                                  |
|  |                                                                             |
|  | Eretmorhipis                                                                |
|  |                                                                             |

|  | Polydactylous hupehsuchian |
|  |                            |
|  | Eretmorhipis               |
|  |                            |

|  | Parahupehsuchus                                                             |
|  |                                                                             |
|  | \| \| Polydactylous hupehsuchian \| \| \| \| \| \| Eretmorhipis \| \| \| \| |
|  |                                                                             |
|  | Polydactylous hupehsuchian                                                  |
|  |                                                                             |
|  | Eretmorhipis                                                                |
|  |                                                                             |

|  | Polydactylous hupehsuchian |
|  |                            |
|  | Eretmorhipis               |
|  |                            |

|  | Parahupehsuchus                                                             |
|  |                                                                             |
|  | \| \| Polydactylous hupehsuchian \| \| \| \| \| \| Eretmorhipis \| \| \| \| |
|  |                                                                             |
|  | Polydactylous hupehsuchian                                                  |
|  |                                                                             |
|  | Eretmorhipis                                                                |
|  |                                                                             |

|  | Polydactylous hupehsuchian |
|  |                            |
|  | Eretmorhipis               |
|  |                            |

|  | Parahupehsuchus                                                             |
|  |                                                                             |
|  | \| \| Polydactylous hupehsuchian \| \| \| \| \| \| Eretmorhipis \| \| \| \| |
|  |                                                                             |
|  | Polydactylous hupehsuchian                                                  |
|  |                                                                             |
|  | Eretmorhipis                                                                |
|  |                                                                             |

|  | Polydactylous hupehsuchian |
|  |                            |
|  | Eretmorhipis               |
|  |                            |

|  | Parahupehsuchus                                                             |
|  |                                                                             |
|  | \| \| Polydactylous hupehsuchian \| \| \| \| \| \| Eretmorhipis \| \| \| \| |
|  |                                                                             |
|  | Polydactylous hupehsuchian                                                  |
|  |                                                                             |
|  | Eretmorhipis                                                                |
|  |                                                                             |

|  | Polydactylous hupehsuchian |
|  |                            |
|  | Eretmorhipis               |
|  |                            |

|  | Parahupehsuchus                                                             |
|  |                                                                             |
|  | \| \| Polydactylous hupehsuchian \| \| \| \| \| \| Eretmorhipis \| \| \| \| |
|  |                                                                             |
|  | Polydactylous hupehsuchian                                                  |
|  |                                                                             |
|  | Eretmorhipis                                                                |
|  |                                                                             |

|  | Polydactylous hupehsuchian |
|  |                            |
|  | Eretmorhipis               |
|  |                            |

|  | Cartorhynchus |
|  |               |
|  | Chaohusaurus  |
|  |               |

|  | Parahupehsuchus                                                             |
|  |                                                                             |
|  | \| \| Polydactylous hupehsuchian \| \| \| \| \| \| Eretmorhipis \| \| \| \| |
|  |                                                                             |
|  | Polydactylous hupehsuchian                                                  |
|  |                                                                             |
|  | Eretmorhipis                                                                |
|  |                                                                             |

|  | Polydactylous hupehsuchian |
|  |                            |
|  | Eretmorhipis               |
|  |                            |

|  | Parahupehsuchus                                                             |
|  |                                                                             |
|  | \| \| Polydactylous hupehsuchian \| \| \| \| \| \| Eretmorhipis \| \| \| \| |
|  |                                                                             |
|  | Polydactylous hupehsuchian                                                  |
|  |                                                                             |
|  | Eretmorhipis                                                                |
|  |                                                                             |

|  | Polydactylous hupehsuchian |
|  |                            |
|  | Eretmorhipis               |
|  |                            |

|  | Parahupehsuchus                                                             |
|  |                                                                             |
|  | \| \| Polydactylous hupehsuchian \| \| \| \| \| \| Eretmorhipis \| \| \| \| |
|  |                                                                             |
|  | Polydactylous hupehsuchian                                                  |
|  |                                                                             |
|  | Eretmorhipis                                                                |
|  |                                                                             |

|  | Polydactylous hupehsuchian |
|  |                            |
|  | Eretmorhipis               |
|  |                            |

|  | Parahupehsuchus                                                             |
|  |                                                                             |
|  | \| \| Polydactylous hupehsuchian \| \| \| \| \| \| Eretmorhipis \| \| \| \| |
|  |                                                                             |
|  | Polydactylous hupehsuchian                                                  |
|  |                                                                             |
|  | Eretmorhipis                                                                |
|  |                                                                             |

|  | Polydactylous hupehsuchian |
|  |                            |
|  | Eretmorhipis               |
|  |                            |

|  | Parahupehsuchus                                                             |
|  |                                                                             |
|  | \| \| Polydactylous hupehsuchian \| \| \| \| \| \| Eretmorhipis \| \| \| \| |
|  |                                                                             |
|  | Polydactylous hupehsuchian                                                  |
|  |                                                                             |
|  | Eretmorhipis                                                                |
|  |                                                                             |

|  | Polydactylous hupehsuchian |
|  |                            |
|  | Eretmorhipis               |
|  |                            |

|  | Parahupehsuchus                                                             |
|  |                                                                             |
|  | \| \| Polydactylous hupehsuchian \| \| \| \| \| \| Eretmorhipis \| \| \| \| |
|  |                                                                             |
|  | Polydactylous hupehsuchian                                                  |
|  |                                                                             |
|  | Eretmorhipis                                                                |
|  |                                                                             |

|  | Polydactylous hupehsuchian |
|  |                            |
|  | Eretmorhipis               |
|  |                            |

|  | Parahupehsuchus                                                             |
|  |                                                                             |
|  | \| \| Polydactylous hupehsuchian \| \| \| \| \| \| Eretmorhipis \| \| \| \| |
|  |                                                                             |
|  | Polydactylous hupehsuchian                                                  |
|  |                                                                             |
|  | Eretmorhipis                                                                |
|  |                                                                             |

|  | Polydactylous hupehsuchian |
|  |                            |
|  | Eretmorhipis               |
|  |                            |

|  | Parahupehsuchus                                                             |
|  |                                                                             |
|  | \| \| Polydactylous hupehsuchian \| \| \| \| \| \| Eretmorhipis \| \| \| \| |
|  |                                                                             |
|  | Polydactylous hupehsuchian                                                  |
|  |                                                                             |
|  | Eretmorhipis                                                                |
|  |                                                                             |

|  | Polydactylous hupehsuchian |
|  |                            |
|  | Eretmorhipis               |
|  |                            |

|  | Cartorhynchus |
|  |               |
|  | Chaohusaurus  |
|  |               |

|  | Parahupehsuchus                                                             |
|  |                                                                             |
|  | \| \| Polydactylous hupehsuchian \| \| \| \| \| \| Eretmorhipis \| \| \| \| |
|  |                                                                             |
|  | Polydactylous hupehsuchian                                                  |
|  |                                                                             |
|  | Eretmorhipis                                                                |
|  |                                                                             |

|  | Polydactylous hupehsuchian |
|  |                            |
|  | Eretmorhipis               |
|  |                            |

|  | Parahupehsuchus                                                             |
|  |                                                                             |
|  | \| \| Polydactylous hupehsuchian \| \| \| \| \| \| Eretmorhipis \| \| \| \| |
|  |                                                                             |
|  | Polydactylous hupehsuchian                                                  |
|  |                                                                             |
|  | Eretmorhipis                                                                |
|  |                                                                             |

|  | Polydactylous hupehsuchian |
|  |                            |
|  | Eretmorhipis               |
|  |                            |

|  | Parahupehsuchus                                                             |
|  |                                                                             |
|  | \| \| Polydactylous hupehsuchian \| \| \| \| \| \| Eretmorhipis \| \| \| \| |
|  |                                                                             |
|  | Polydactylous hupehsuchian                                                  |
|  |                                                                             |
|  | Eretmorhipis                                                                |
|  |                                                                             |

|  | Polydactylous hupehsuchian |
|  |                            |
|  | Eretmorhipis               |
|  |                            |

|  | Parahupehsuchus                                                             |
|  |                                                                             |
|  | \| \| Polydactylous hupehsuchian \| \| \| \| \| \| Eretmorhipis \| \| \| \| |
|  |                                                                             |
|  | Polydactylous hupehsuchian                                                  |
|  |                                                                             |
|  | Eretmorhipis                                                                |
|  |                                                                             |

|  | Polydactylous hupehsuchian |
|  |                            |
|  | Eretmorhipis               |
|  |                            |

|  | Parahupehsuchus                                                             |
|  |                                                                             |
|  | \| \| Polydactylous hupehsuchian \| \| \| \| \| \| Eretmorhipis \| \| \| \| |
|  |                                                                             |
|  | Polydactylous hupehsuchian                                                  |
|  |                                                                             |
|  | Eretmorhipis                                                                |
|  |                                                                             |

|  | Polydactylous hupehsuchian |
|  |                            |
|  | Eretmorhipis               |
|  |                            |

|  | Parahupehsuchus                                                             |
|  |                                                                             |
|  | \| \| Polydactylous hupehsuchian \| \| \| \| \| \| Eretmorhipis \| \| \| \| |
|  |                                                                             |
|  | Polydactylous hupehsuchian                                                  |
|  |                                                                             |
|  | Eretmorhipis                                                                |
|  |                                                                             |

|  | Polydactylous hupehsuchian |
|  |                            |
|  | Eretmorhipis               |
|  |                            |

|  | Parahupehsuchus                                                             |
|  |                                                                             |
|  | \| \| Polydactylous hupehsuchian \| \| \| \| \| \| Eretmorhipis \| \| \| \| |
|  |                                                                             |
|  | Polydactylous hupehsuchian                                                  |
|  |                                                                             |
|  | Eretmorhipis                                                                |
|  |                                                                             |

|  | Polydactylous hupehsuchian |
|  |                            |
|  | Eretmorhipis               |
|  |                            |

|  | Parahupehsuchus                                                             |
|  |                                                                             |
|  | \| \| Polydactylous hupehsuchian \| \| \| \| \| \| Eretmorhipis \| \| \| \| |
|  |                                                                             |
|  | Polydactylous hupehsuchian                                                  |
|  |                                                                             |
|  | Eretmorhipis                                                                |
|  |                                                                             |

|  | Polydactylous hupehsuchian |
|  |                            |
|  | Eretmorhipis               |
|  |                            |

|  | Cartorhynchus |
|  |               |
|  | Chaohusaurus  |
|  |               |

|  | Parahupehsuchus                                                             |
|  |                                                                             |
|  | \| \| Polydactylous hupehsuchian \| \| \| \| \| \| Eretmorhipis \| \| \| \| |
|  |                                                                             |
|  | Polydactylous hupehsuchian                                                  |
|  |                                                                             |
|  | Eretmorhipis                                                                |
|  |                                                                             |

|  | Polydactylous hupehsuchian |
|  |                            |
|  | Eretmorhipis               |
|  |                            |

|  | Parahupehsuchus                                                             |
|  |                                                                             |
|  | \| \| Polydactylous hupehsuchian \| \| \| \| \| \| Eretmorhipis \| \| \| \| |
|  |                                                                             |
|  | Polydactylous hupehsuchian                                                  |
|  |                                                                             |
|  | Eretmorhipis                                                                |
|  |                                                                             |

|  | Polydactylous hupehsuchian |
|  |                            |
|  | Eretmorhipis               |
|  |                            |

|  | Parahupehsuchus                                                             |
|  |                                                                             |
|  | \| \| Polydactylous hupehsuchian \| \| \| \| \| \| Eretmorhipis \| \| \| \| |
|  |                                                                             |
|  | Polydactylous hupehsuchian                                                  |
|  |                                                                             |
|  | Eretmorhipis                                                                |
|  |                                                                             |

|  | Polydactylous hupehsuchian |
|  |                            |
|  | Eretmorhipis               |
|  |                            |

|  | Parahupehsuchus                                                             |
|  |                                                                             |
|  | \| \| Polydactylous hupehsuchian \| \| \| \| \| \| Eretmorhipis \| \| \| \| |
|  |                                                                             |
|  | Polydactylous hupehsuchian                                                  |
|  |                                                                             |
|  | Eretmorhipis                                                                |
|  |                                                                             |

|  | Polydactylous hupehsuchian |
|  |                            |
|  | Eretmorhipis               |
|  |                            |

|  | Parahupehsuchus                                                             |
|  |                                                                             |
|  | \| \| Polydactylous hupehsuchian \| \| \| \| \| \| Eretmorhipis \| \| \| \| |
|  |                                                                             |
|  | Polydactylous hupehsuchian                                                  |
|  |                                                                             |
|  | Eretmorhipis                                                                |
|  |                                                                             |

|  | Polydactylous hupehsuchian |
|  |                            |
|  | Eretmorhipis               |
|  |                            |

|  | Parahupehsuchus                                                             |
|  |                                                                             |
|  | \| \| Polydactylous hupehsuchian \| \| \| \| \| \| Eretmorhipis \| \| \| \| |
|  |                                                                             |
|  | Polydactylous hupehsuchian                                                  |
|  |                                                                             |
|  | Eretmorhipis                                                                |
|  |                                                                             |

|  | Polydactylous hupehsuchian |
|  |                            |
|  | Eretmorhipis               |
|  |                            |

|  | Parahupehsuchus                                                             |
|  |                                                                             |
|  | \| \| Polydactylous hupehsuchian \| \| \| \| \| \| Eretmorhipis \| \| \| \| |
|  |                                                                             |
|  | Polydactylous hupehsuchian                                                  |
|  |                                                                             |
|  | Eretmorhipis                                                                |
|  |                                                                             |

|  | Polydactylous hupehsuchian |
|  |                            |
|  | Eretmorhipis               |
|  |                            |

|  | Parahupehsuchus                                                             |
|  |                                                                             |
|  | \| \| Polydactylous hupehsuchian \| \| \| \| \| \| Eretmorhipis \| \| \| \| |
|  |                                                                             |
|  | Polydactylous hupehsuchian                                                  |
|  |                                                                             |
|  | Eretmorhipis                                                                |
|  |                                                                             |

|  | Polydactylous hupehsuchian |
|  |                            |
|  | Eretmorhipis               |
|  |                            |

|  | Cartorhynchus |
|  |               |
|  | Chaohusaurus  |
|  |               |

|  | Parahupehsuchus                                                             |
|  |                                                                             |
|  | \| \| Polydactylous hupehsuchian \| \| \| \| \| \| Eretmorhipis \| \| \| \| |
|  |                                                                             |
|  | Polydactylous hupehsuchian                                                  |
|  |                                                                             |
|  | Eretmorhipis                                                                |
|  |                                                                             |

|  | Polydactylous hupehsuchian |
|  |                            |
|  | Eretmorhipis               |
|  |                            |

|  | Parahupehsuchus                                                             |
|  |                                                                             |
|  | \| \| Polydactylous hupehsuchian \| \| \| \| \| \| Eretmorhipis \| \| \| \| |
|  |                                                                             |
|  | Polydactylous hupehsuchian                                                  |
|  |                                                                             |
|  | Eretmorhipis                                                                |
|  |                                                                             |

|  | Polydactylous hupehsuchian |
|  |                            |
|  | Eretmorhipis               |
|  |                            |

|  | Parahupehsuchus                                                             |
|  |                                                                             |
|  | \| \| Polydactylous hupehsuchian \| \| \| \| \| \| Eretmorhipis \| \| \| \| |
|  |                                                                             |
|  | Polydactylous hupehsuchian                                                  |
|  |                                                                             |
|  | Eretmorhipis                                                                |
|  |                                                                             |

|  | Polydactylous hupehsuchian |
|  |                            |
|  | Eretmorhipis               |
|  |                            |

|  | Parahupehsuchus                                                             |
|  |                                                                             |
|  | \| \| Polydactylous hupehsuchian \| \| \| \| \| \| Eretmorhipis \| \| \| \| |
|  |                                                                             |
|  | Polydactylous hupehsuchian                                                  |
|  |                                                                             |
|  | Eretmorhipis                                                                |
|  |                                                                             |

|  | Polydactylous hupehsuchian |
|  |                            |
|  | Eretmorhipis               |
|  |                            |

|  | Parahupehsuchus                                                             |
|  |                                                                             |
|  | \| \| Polydactylous hupehsuchian \| \| \| \| \| \| Eretmorhipis \| \| \| \| |
|  |                                                                             |
|  | Polydactylous hupehsuchian                                                  |
|  |                                                                             |
|  | Eretmorhipis                                                                |
|  |                                                                             |

|  | Polydactylous hupehsuchian |
|  |                            |
|  | Eretmorhipis               |
|  |                            |

|  | Parahupehsuchus                                                             |
|  |                                                                             |
|  | \| \| Polydactylous hupehsuchian \| \| \| \| \| \| Eretmorhipis \| \| \| \| |
|  |                                                                             |
|  | Polydactylous hupehsuchian                                                  |
|  |                                                                             |
|  | Eretmorhipis                                                                |
|  |                                                                             |

|  | Polydactylous hupehsuchian |
|  |                            |
|  | Eretmorhipis               |
|  |                            |

|  | Parahupehsuchus                                                             |
|  |                                                                             |
|  | \| \| Polydactylous hupehsuchian \| \| \| \| \| \| Eretmorhipis \| \| \| \| |
|  |                                                                             |
|  | Polydactylous hupehsuchian                                                  |
|  |                                                                             |
|  | Eretmorhipis                                                                |
|  |                                                                             |

|  | Polydactylous hupehsuchian |
|  |                            |
|  | Eretmorhipis               |
|  |                            |

|  | Parahupehsuchus                                                             |
|  |                                                                             |
|  | \| \| Polydactylous hupehsuchian \| \| \| \| \| \| Eretmorhipis \| \| \| \| |
|  |                                                                             |
|  | Polydactylous hupehsuchian                                                  |
|  |                                                                             |
|  | Eretmorhipis                                                                |
|  |                                                                             |

|  | Polydactylous hupehsuchian |
|  |                            |
|  | Eretmorhipis               |
|  |                            |

|  | Cartorhynchus |
|  |               |
|  | Chaohusaurus  |
|  |               |

|  | Parahupehsuchus                                                             |
|  |                                                                             |
|  | \| \| Polydactylous hupehsuchian \| \| \| \| \| \| Eretmorhipis \| \| \| \| |
|  |                                                                             |
|  | Polydactylous hupehsuchian                                                  |
|  |                                                                             |
|  | Eretmorhipis                                                                |
|  |                                                                             |

|  | Polydactylous hupehsuchian |
|  |                            |
|  | Eretmorhipis               |
|  |                            |

|  | Parahupehsuchus                                                             |
|  |                                                                             |
|  | \| \| Polydactylous hupehsuchian \| \| \| \| \| \| Eretmorhipis \| \| \| \| |
|  |                                                                             |
|  | Polydactylous hupehsuchian                                                  |
|  |                                                                             |
|  | Eretmorhipis                                                                |
|  |                                                                             |

|  | Polydactylous hupehsuchian |
|  |                            |
|  | Eretmorhipis               |
|  |                            |

|  | Parahupehsuchus                                                             |
|  |                                                                             |
|  | \| \| Polydactylous hupehsuchian \| \| \| \| \| \| Eretmorhipis \| \| \| \| |
|  |                                                                             |
|  | Polydactylous hupehsuchian                                                  |
|  |                                                                             |
|  | Eretmorhipis                                                                |
|  |                                                                             |

|  | Polydactylous hupehsuchian |
|  |                            |
|  | Eretmorhipis               |
|  |                            |

|  | Parahupehsuchus                                                             |
|  |                                                                             |
|  | \| \| Polydactylous hupehsuchian \| \| \| \| \| \| Eretmorhipis \| \| \| \| |
|  |                                                                             |
|  | Polydactylous hupehsuchian                                                  |
|  |                                                                             |
|  | Eretmorhipis                                                                |
|  |                                                                             |

|  | Polydactylous hupehsuchian |
|  |                            |
|  | Eretmorhipis               |
|  |                            |

|  | Parahupehsuchus                                                             |
|  |                                                                             |
|  | \| \| Polydactylous hupehsuchian \| \| \| \| \| \| Eretmorhipis \| \| \| \| |
|  |                                                                             |
|  | Polydactylous hupehsuchian                                                  |
|  |                                                                             |
|  | Eretmorhipis                                                                |
|  |                                                                             |

|  | Polydactylous hupehsuchian |
|  |                            |
|  | Eretmorhipis               |
|  |                            |

|  | Parahupehsuchus                                                             |
|  |                                                                             |
|  | \| \| Polydactylous hupehsuchian \| \| \| \| \| \| Eretmorhipis \| \| \| \| |
|  |                                                                             |
|  | Polydactylous hupehsuchian                                                  |
|  |                                                                             |
|  | Eretmorhipis                                                                |
|  |                                                                             |

|  | Polydactylous hupehsuchian |
|  |                            |
|  | Eretmorhipis               |
|  |                            |

|  | Parahupehsuchus                                                             |
|  |                                                                             |
|  | \| \| Polydactylous hupehsuchian \| \| \| \| \| \| Eretmorhipis \| \| \| \| |
|  |                                                                             |
|  | Polydactylous hupehsuchian                                                  |
|  |                                                                             |
|  | Eretmorhipis                                                                |
|  |                                                                             |

|  | Polydactylous hupehsuchian |
|  |                            |
|  | Eretmorhipis               |
|  |                            |

|  | Parahupehsuchus                                                             |
|  |                                                                             |
|  | \| \| Polydactylous hupehsuchian \| \| \| \| \| \| Eretmorhipis \| \| \| \| |
|  |                                                                             |
|  | Polydactylous hupehsuchian                                                  |
|  |                                                                             |
|  | Eretmorhipis                                                                |
|  |                                                                             |

|  | Polydactylous hupehsuchian |
|  |                            |
|  | Eretmorhipis               |
|  |                            |

## Paleobiologie
Hupehsuchiërs waren duidelijk goed aangepast aan het leven in zee, aangezien ze ledematen bezaten die peddelachtig van vorm waren en spoelvormige lichamen hadden. De karakteristiek langwerpige doornuitsteeksels waren waarschijnlijk geassocieerd met goed ontwikkelde epaxiale spieren (spieren die boven het transversale uitsteeksel van de wervels liggen) die zijdelingse golving in een axiale subundulatoire modus mogelijk maakten. Het articulatiepatroon in de wervels suggereert dat een dergelijke golving naar achteren was geconcentreerd nabij de bekkengordel en de staart. Hupehsuchus was waarschijnlijk beter uitgerust voor laterale golving als voortbewegingsmiddel dan Nanchangosaurus, zoals blijkt uit de veronderstelde grotere mate van laterale compressie in het lichaam van het voormalige geslacht, evenals over het algemeen meer langwerpige doornuitsteeksels.
De aanwezigheid van polydactylie in SSTM 5025 kan een aanpassing zijn geweest om zich over onderwatersubstraten te verplaatsen op een vergelijkbare manier als sommige vroege tetrapoden van het Devoon, zoals Acanthostega.
Het platte, tandeloze rostrum kan een vogelachtige snavel hebben ondersteund, of misschien rijen baleinen zoals te zien is bij baleinwalvissen. De hupehsuchiërs waren schijnbaar aangepast aan continue ramvoeding, een vorm van mobiele suspensievoeding. De grote schedel en het ontbreken van een vaste symfyse met de onderkaak is indicatief voor een dergelijke voedingsmethode, maar de smalheid van het rostrum en het bestaan van gewervelde zeedieren met grotere schedels die niet volledig tandeloos waren (bijvoorbeeld ichthyosauriërs) lijken er tegen te wijzen. De lange nekken van hupehsuchiërs lijken het continu met hoge snelheden door het water zwemmen te belemmeren, dus het is waarschijnlijker dat ze met tussenpozen lagere snelheden aanhielden.
Het doel van de dorsale dermale platen van hupehsuchiërs is onbekend. Deze platen, evenals de ventrale gastralia en de neiging tot pachyostose, zouden de hupehsuchiërs aanzienlijk zwaarder hebben gemaakt, waardoor ze een neutraal drijfvermogen hadden. De positie van de dorsale platen bevindt zich echter hoog boven het zwaartepunt, en dit zou de lichamen van hupehsuchiërs schijnbaar instabiel hebben gemaakt. Hupehsuchiërs behoorden tot de grootste zeedieren van hun tijd, dus rugplaten als beschermende maatregel zouden niet nodig zijn. De neiging van de dorsale platen om van voren meer ontwikkeld te zijn, kan ervoor gezorgd hebben dat het voorste deel van de wervelkolom relatief stijf bleef, terwijl het achterste deel vrij kon golven.
Of hupehsuchiërs platen hebben verworven na een aanpassing aan het mariene milieu, is onduidelijk, of ze hebben geërfd van een terrestrische voorouder, in welk geval ze de ruggengraat stijfheid en bescherming tegen roofdieren zouden hebben gegeven. In ieder geval, als Nanchangosaurus wordt gezien als representatief voor een voorouderlijk morfologisch patroon dat leidde tot de meer afgeleide Hupehsuchus, dan lijken de platen een verdere ontwikkeling te hebben doorgemaakt bij hupehsuchiërs en moeten ze enig voordeel hebben gehad.
De algemene vorm van hupehsuchiërs lijkt elke voortbeweging op het land vrijwel onmogelijk te hebben gemaakt, en hoewel er geen direct bewijs is te zien in bekende exemplaren, waren deze dieren waarschijnlijk levendbarend en baarden ze op zee in plaats van eieren op het land te leggen. Viviparie wordt ook gezien bij ichthyosauriërs.